# Patinação de velocidade em pista curta nos Jogos Olímpicos de Inverno de 2006 - 500 m feminino
A competição de 500 m feminino da patinação de velocidade em pista curta nos Jogos Olímpicos de Inverno de 2006 aconteceu no dia 15 de fevereiro. 

## Medalhistas
| Ouro   | CHN Wang Meng             |
| Prata  | BUL Evgenia Radanova      |
| Bronze | CAN Anouk Leblanc-Boucher |

## Resultados

### Primeira fase
| Pos. | Patinadora          | Tempo   | Nº  |
| ---- | ------------------- | ------- | --- |
| 1    | CHN Meng Wang       | 45.011s | 111 |
| 2    | ITA Marta Capurso   | 45.217s | 130 |
| 3    | GBR Joanna Williams | 46.857s | 121 |

| Pos. | Patinadora          | Tempo   | Nº  |
| ---- | ------------------- | ------- | --- |
| 1    | CAN Alanna Kraus    | 45.688s | 104 |
| 2    | KOR Yun-Mi Kang     | 45.755s | 144 |
| 3    | GER Susanne Rudolph | 46.503s | 126 |
| 4    | ROM Katalin Kristo  | 46.531s | 149 |

| Pos. | Patinadora           | Tempo   | Nº  |
| ---- | -------------------- | ------- | --- |
| 1    | BUL Evgenia Radanova | 45.703s | 103 |
| 2    | CZE Katerina Novotna | 46.279s | 114 |
| 3    | JPN Chikage Tanaka   | 46.387s | 137 |

| Pos. | Patinadora                | Tempo   | Nº  |
| ---- | ------------------------- | ------- | --- |
| 1    | CAN Anouk Leblanc-Boucher | 45.929s | 105 |
| 2    | USA Hyo-Jung Kim          | 46.077s | 155 |
| 3    | GER Aika Klein            | 57.732s | 123 |
| -    | FRA Stephanie Bouvier     | DQ      | 115 |

| Pos. | Patinadora       | Tempo    | Nº  |
| ---- | ---------------- | -------- | --- |
| 1    | CHN Tianyu Fu    | 45.636s  | 110 |
| 2    | JPN Yuka Kamino  | 45.848s  | 135 |
| 3    | HUN Rozsa Darazs | 1:10.558 | 128 |

| Pos. | Patinadora        | Tempo   | Nº  |
| ---- | ----------------- | ------- | --- |
| 1    | USA Allison Baver | 45.998s | 151 |
| 2    | HUN Erika Huszar  | 46.113s | 129 |
| 3    | PRK Jong Suk Yun  | 46.177s | 147 |
| 4    | HKG Yueshuang Han | 47.087s | 127 |

| Pos. | Patinadora            | Tempo   | Nº  |
| ---- | --------------------- | ------- | --- |
| 1    | CAN Kalyna Roberge    | 45.396s | 107 |
| 2    | ITA Arianna Fontana   | 45.398s | 131 |
| 3    | NED Liesbeth Mau Asam | 45.500s | 146 |

| Pos. | Patinadora         | Tempo   | Nº  |
| ---- | ------------------ | ------- | --- |
| 1    | KOR Sun-Yu Jin     | 45.954s | 143 |
| 2    | GBR Sarah Lindsay  | 46.290s | 120 |
| 3    | BLR Julia Elsakova | 47.726s | 102 |
| -    | PRK Hyang Mi Ri    | DQ      | 148 |

### Quartas de finais
| Pos. | Patinadora                | Tempo   | Nº  |
| ---- | ------------------------- | ------- | --- |
| 1    | CHN Tianyu Fu             | 44.760s | 110 |
| 2    | CAN Anouk Leblanc-Boucher | 44.821s | 105 |
| 3    | ITA Arianna Fontana       | 44.948s | 131 |
| 4    | HUN Erika Huszar          | 45.382s | 129 |

| Pos. | Patinadora        | Tempo     | Nº  |
| ---- | ----------------- | --------- | --- |
| 1    | CHN Meng Wang     | 45.257s   | 111 |
| 2    | USA Allison Baver | 53.135s   | 151 |
| 3    | GBR Sarah Lindsay | 1:09.785s | 120 |
| -    | KOR Yun-Mi Kang   | DQ        | 144 |

| Pos. | Patinadora           | Tempo   | Nº  |
| ---- | -------------------- | ------- | --- |
| 1    | BUL Evgenia Radanova | 44.252s | 103 |
| 2    | ITA Marta Capurso    | 44.438s | 130 |
| 3    | CAN Alanna Kraus     | 45.172s | 104 |
| 4    | USA Hyo-Jung Kim     | 45.339s | 155 |

| Pos. | Patinadora           | Tempo   | Nº  |
| ---- | -------------------- | ------- | --- |
| 1    | CZE Katerina Novotna | 45.596s | 114 |
| 2    | CAN Kalyna Roberge   | 45.710s | 107 |
| 3    | KOR Sun-Yu Jin       | 46.428s | 143 |
| 4    | JPN Yuka Kamino      | 47.356s | 135 |

### Semifinais
| Pos. | Patinadora                | Tempo   | Nº  |
| ---- | ------------------------- | ------- | --- |
| 1    | CHN Tianyu Fu             | 45.130s | 110 |
| 2    | CAN Anouk Leblanc-Boucher | 45.234s | 105 |
| 3    | USA Allison Baver         | 45.512s | 151 |
| 4    | CZE Katerina Novotna      | 45.718s | 114 |
| 5    | GBR Sarah Lindsay         | 46.060s | 120 |

| Pos. | Patinadora           | Tempo   | Nº  |
| ---- | -------------------- | ------- | --- |
| 1    | CHN Meng Wang        | 44.650s | 111 |
| 2    | BUL Evgenia Radanova | 44.711s | 103 |
| 3    | CAN Kalyna Roberge   | 44.960s | 107 |
| 4    | ITA Marta Capurso    | 45.204s | 130 |

### Final A
| Pos. | Patinadora                | Tempo   | Nº  |
| ---- | ------------------------- | ------- | --- |
|      | CHN Meng Wang             | 44.345s | 111 |
|      | BUL Evgenia Radanova      | 44.374s | 103 |
|      | CAN Anouk Leblanc-Boucher | 44.759s | 105 |
| -    | CHN Tianyu Fu             | DQ      | 110 |

### Final B
| Pos. | Patinadora           | Tempo   | Nº  |
| ---- | -------------------- | ------- | --- |
| 4    | CAN Kalyna Roberge   | 46.605s | 107 |
| 5    | ITA Marta Capurso    | 46.899s | 130 |
| 6    | CZE Katerina Novotna | 55.378s | 114 |
| 7    | USA Allison Baver    | 55.689s | 151 |

Legenda
| Recorde mundial      | Recorde mundial (World record)               |                       | Recorde africano                      | Recorde africano (African) |                                           | Q | Classificado por posição (Qualified) |
| Recorde olímpico     | Recorde olímpico (Olympic record)            | Recorde da América    | Recorde da América (Americas)         | q                          | Classificado por melhor tempo (Qualified) |   |                                      |
| Melhor marca do ano  | Melhor marca do ano (World leading)          | Recorde asiático      | Recorde asiático (Asian)              | DNS                        | Não largou (Did not start)                |   |                                      |
| Recorde nacional     | Recorde nacional (National record)           | Recorde europeu       | Recorde europeu (European)            | DNF                        | Não terminou (Did not finish)             |   |                                      |
| Recorde pessoal      | Recorde pessoal do atleta (Personal best)    | Recorde da Oceania    | Recorde da Oceania (Oceania)          | DSQ / DQ                   | Desclassificado (Disqualified)            |   |                                      |
| Recorde da temporada | Recorde da temporada do atleta (Season best) | Recorde sul-americano | Recorde sul-americano (South America) | NM                         | Sem marca (No mark)                       |   |                                      |